# François-Joseph Desbillons
François-Joseph Terrasse Des Billons, dit aussi François-Joseph Desbillons, né à Châteauneuf-sur-Cher en Berry le 8 janvier 1711 et mort à Mannheim en Palatinat du Rhin le 17 mars 1789, est un fabuliste et poète français néolatin.
Il entra chez les jésuites, enseigna les humanités à Nevers, au collège du Mont à Caen, et au collège de La Flèche, puis vint à Paris pour se consacrer à la littérature. Après la dissolution de la société des Jésuites, il est recommandé par l'écrivain Fréron à l'électeur palatin : il se retire à Mannheim où il reste jusqu'à sa mort.

## Choix de publications
- Fabularum Aesopiarum libri quinque, 1754
- Fabulae Mopsicae, 1768
- Fables choisies du R. P. Des Billons, mises en vers françois, 1768
- Histoire de la vie chrétienne et des exploits militaires d'Alberte-Barbe d'Ernecourt, connue sous le nom de Madame de Saint-Balmont, Liège-Paris, J.J. Tutot- veuve Babuty, 1773. Ouvrage numérisé.
- Nouveaux éclaircissements sur la vie et les ouvrages de Guillaume Postel, 1773 Texte en ligne
- Fabulae Aesopiae, curis posterioribus omnes, 6e édition, 1778 Texte en ligne
- Ars bene valendi, 1788
- Carmen de pace christiana, sive de hominis felicitate, 1789

## Pour approfondir